# Scopula pinguis
Scopula pinguis là một loài bướm đêm trong họ Geometridae.